# Ostroh slott
Ostroh slott (ukrainska: Острозький замок) är en borgruin i staden Ostroh i Rivne oblast i västra Ukraina. Ätten Ostrogskis förfader fick borgen i förläning av kung Jagiello år 1386 och den var bostad för  familjen till på 1700-talet. Borgen fick ett speciellt omnämnande i samband med tävlingen om Ukrainas sju underverk.
De första befästningarna i området var av trä och förstördes när Kievrus invaderades av mongolerna 1241. Borgen byggdes på ruinerna av befästningen på slottsberget i Ostroh  av knez Daniil från familjen Ostogski och har senare utvidgats.
Slottskomplexet består idag av fyra byggnader: Vakttornet, som är museum, Uppenbarelsekyrkan från början av 1500-talet, det så kallade nya tornet samt  klocktornet från 1904. Två sidor av slottet skyddas av tjugo meter höga klippväggar och de övriga av flera vallgravar. Kyrkan renoverades på 1800-talet och vakttornet byggdes om till museum 1913-1915.